# Akzentuierungseffekt
Der Akzentuierungseffekt ist ein grundlegendes Phänomen in der Sozialpsychologie, das die menschliche Wahrnehmung und Kategorisierung beeinflusst. Er beschreibt die Tendenz, Ähnlichkeiten innerhalb einer Kategorie zu überschätzen und gleichzeitig Unterschiede zwischen verschiedenen Kategorien zu überbetonen. Dieser kognitive Verzerrungseffekt wurde erstmals Ende der 1950er Jahre von Henri Tajfel und Alan L. Wilkes beschrieben und spielt eine wichtige Rolle bei der Entstehung und Aufrechterhaltung von Stereotypen und Vorurteilen. Der Akzentuierungseffekt tritt nicht nur bei der Wahrnehmung sozialer Gruppen auf, sondern kann auch bei der Beurteilung einfacher Objekte beobachtet werden. In den folgenden Jahrzehnten wurde das Phänomen in zahlreichen Studien repliziert und auf verschiedene Bereiche der sozialen Wahrnehmung angewandt.

## Historischer Hintergrund und Definition

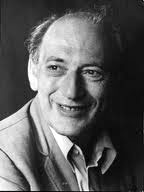
Henri Tajfel hat den Terminus Akzentuierungseffekt erstmalig identifiziert

Der Akzentuierungseffekt wurde erstmals Ende der 1950er Jahre von dem polnisch-britischen Sozialpsychologen Henri Tajfel und dem britischen Psychologen Alan L. Wilkes beschrieben und untersucht. Er bezeichnet die Tendenz, Ähnlichkeiten innerhalb einer Kategorie zu überschätzen und Unterschiede zwischen Kategorien zu überbetonen, wenn ein kontinuierliches Merkmal wie Hautfarbe oder Augenform mit sozialen Kategorien korreliert ist. Dieser kognitive Verzerrungseffekt spielt eine wichtige Rolle bei der Entstehung und Aufrechterhaltung von Stereotypen und Vorurteilen.
In der Sozialpsychologie wird der Akzentuierungseffekt als grundlegender Mechanismus der sozialen Kategorisierung und Gruppenbildung betrachtet. Er tritt nicht nur bei der Wahrnehmung sozialer Gruppen auf, sondern kann auch bei der Beurteilung einfacher Objekte beobachtet werden. Tajfel und Wilkes konnten in ihren klassischen Experimenten nachweisen, dass allein die Zuordnung von Linien unterschiedlicher Länge zu zwei Kategorien ausreichte, um die Längenunterschiede zwischen den Kategorien zu überschätzen. In den folgenden Jahrzehnten wurde der Akzentuierungseffekt in zahlreichen Studien repliziert und auf verschiedene Bereiche der sozialen Wahrnehmung angewandt.

## Mechanismen und Auswirkungen

### Kategorisierung, Wahrnehmung und Stereotypisierung
Soziale Kategorisierung ist ein grundlegender kognitiver Prozess, bei dem Menschen in Gruppen eingeteilt werden, was die Wahrnehmung und Beurteilung anderer beeinflusst. Dieser Mechanismus kann zur Entstehung und Verfestigung von Stereotypen führen, die als vereinfachte mentale Repräsentationen der Eigengruppe sowie der Fremdgruppen und deren Mitgliedern dienen. Ein wichtiger Aspekt dieses Prozesses ist der Akzentuierungseffekt, bei dem Unterschiede zwischen Kategorien überbetont (so genannten Othering) und Ähnlichkeiten innerhalb einer Kategorie überschätzt werden. Dies kann dazu führen, dass Individuen einer Gruppe als ähnlicher wahrgenommen werden, als sie tatsächlich sind, während Unterschiede zwischen Gruppen verstärkt werden. Forschungen zeigen, dass dieser Effekt besonders stark auftritt, wenn Urteile unter Unsicherheit gefällt werden.
Die Kategorisierung und damit verbundene Stereotypisierung erfüllen zwar kognitive Funktionen wie die Reduzierung von Komplexität, können aber auch negative Auswirkungen haben. So kann die Aktivierung von Stereotypen durch soziale Kategorisierung das Verhalten gegenüber Mitgliedern der betreffenden Gruppe beeinflussen, selbst wenn dies nicht der Realität entspricht. Studien belegen, dass die Verwendung von Substantiven zur Bezeichnung von Gruppenzugehörigkeiten stärkere stereotype Schlussfolgerungen hervorruft als die Verwendung von Adjektiven. Diese Mechanismen können zur Entstehung und Aufrechterhaltung von Vorurteilen beitragen und somit weitreichende Folgen für soziale Interaktionen und gesellschaftliche Prozesse haben.

### Gedächtnisverzerrung
Gedächtnisverzerrungen im Kontext von Akzentuierungseffekten stellen ein Phänomen dar, bei dem die Erinnerung an bestimmte Merkmale oder Eigenschaften systematisch verzerrt wird. Dieser Effekt tritt besonders deutlich zutage, wenn Personen oder Objekte in Kategorien eingeordnet werden. Dabei werden Unterschiede zwischen den Kategorien in der Erinnerung überbetont, während Unterschiede innerhalb einer Kategorie minimiert werden.
Ein anschauliches Beispiel hierfür liefert eine Studie von Olivier Corneille et al. (2004) zur Wahrnehmung und Erinnerung von ethnisch mehrdeutigen Gesichtern. Die Forscher stellten fest, dass Probanden dazu neigten, sich an Gesichter mit gemischten ethnischen Merkmalen so zu erinnern, als wären sie typischer für eine bestimmte ethnische Kategorie, als sie tatsächlich waren. Diese Verzerrung trat besonders stark bei Gesichtern auf, die zu 30 % oder 70 % einer bestimmten ethnischen Gruppe zugeordnet werden konnten, während bei völlig mehrdeutigen (50 %) Gesichtern keine signifikante Verzerrung beobachtet wurde. Interessanterweise zeigten sich diese Gedächtnisverzerrungen auch bei hoher Erinnerungssicherheit der Probanden. Im Bereich der Sprachwahrnehmung wurden ähnliche Akzentuierungseffekte für die Tonhöhe und Geschwindigkeit der Sprache nachgewiesen.

## Empirische Befunde

### Studien zur Wahrnehmung
Empirische Studien haben vielfältige Belege für Akzentuierungseffekte in der Wahrnehmung erbracht. In Untersuchungen zur sozialen Kategorisierung zeigte sich, dass Ähnlichkeiten innerhalb einer Kategorie überschätzt und Unterschiede zwischen Kategorien überbetont werden. Dieser Effekt verstärkt sich unter Unsicherheit bei der Urteilsbildung. Experimente ergaben zudem, dass der Akzentuierungseffekt bei Gruppen, denen man selbst angehört, stärker ausgeprägt ist als bei Fremdgruppen. Studien zur Eindrucksbildung fanden, dass die Verwendung von Substantiven zur Bezeichnung von Gruppenzugehörigkeiten (z. B. „ein Syrer“) zu stärkeren stereotypen Schlussfolgerungen führt als die Verwendung von Adjektiven (z. B. „ein syrischer ...“). In der Personenwahrnehmung wurde nachgewiesen, dass inkonsistente Informationen über eine Person unter kognitiver Belastung weniger Aufmerksamkeit erhalten und schlechter erinnert werden, was stereotype Urteile begünstigt. Untersuchungen zum Quellengedächtnis ergaben, dass Personen unter Belastung eher dazu neigen, Informationen stereotypkonform zuzuordnen. Experimente zur Münzgrößenwahrnehmung zeigten, dass der Wert einer Münze die Einschätzung ihrer Größe beeinflusst, wobei wertvollere Münzen als größer wahrgenommen werden.

### Temperaturschätzungen
Empirische Befunde aus Temperaturschätzungen im Kontext von Akzentuierungseffekten liefern aufschlussreiche Einblicke in die menschliche Wahrnehmung und Kategorisierung. Eine bemerkenswerte Studie wurde an der Brown University durchgeführt, bei der Teilnehmer gebeten wurden, durchschnittliche Temperaturen für verschiedene Tage im Jahr zu schätzen. Die Forscher verwendeten typischerweise vier Tage pro Monat, beispielsweise den 2., 10., 18. und 28. September, und ließen die Probanden die durchschnittlichen Höchst- und Tiefsttemperaturen für jeden dieser Tage einschätzen. Die Ergebnisse dieser Untersuchung zeigten, dass die Temperaturschätzungen zwischen den Monaten stärker variierten als innerhalb eines Monats. Obwohl die tatsächlichen Temperaturen im Jahresverlauf relativ gleichmäßig steigen und fallen, nahmen die Teilnehmer an, dass der Temperaturunterschied zwischen dem 25. August und dem 2. September größer sei als zwischen dem 2. und 10. September. Dies deutet darauf hin, dass die Kategorisierung der Monate (z. B. August als wärmer als September) die Wahrnehmung und Schätzung der Temperaturen beeinflusst. Diese Beobachtungen wurden von den US-amerikanischen Sozialpsychologen Joachim Krueger und Russell W. Clement (1994) dokumentiert und tragen zum Verständnis des Akzentuierungseffekts im Kontext von Temperaturwahrnehmungen bei.

### Gruppeninteraktionen
Empirische Studien haben verschiedene Aspekte des Akzentuierungseffekts in Gruppeninteraktionen beleuchtet. Eine Untersuchung der US-amerikanischen Sozialpsychologen Myron Rothbart und Tiffany Li Lewis (2006) zeigte, dass die Akzentuierung von Unterschieden zwischen Gruppen von den stereotypen Erwartungen abhängt, selbst wenn die tatsächlichen Unterschiede gering sind. In ihrer Studie mit Universitätsblaskapellen wurden Temperamentunterschiede zwischen Gruppen stärker betont, wenn diese stereotyp als unterschiedlich galten, obwohl die realen Temperamente ähnlich waren. Interessanterweise verstärkte sich der Akzentuierungseffekt mit zunehmender Kontaktdauer zwischen den Gruppen, was darauf hindeutet, dass längerer Kontakt allein nicht ausreicht, um Gruppenunterschiede abzubauen. Eine weitere Studie des britischen Sozialpsychologen J. Richard Eiser (1971) demonstrierte den Akzentuierungseffekt anhand von Einstellungen zum Drogenkonsum. Teilnehmer, die Aussagen in zwei vorgegebene Kategorien (pro und contra Drogen) einteilen sollten, betonten die Unterschiede zwischen diesen Kategorien stärker als eine Kontrollgruppe ohne vorgegebene Einteilung.

## Anwendungen und Implikationen

### Sozialpsychologie und Konfliktforschung
Akzentuierungseffekte finden in der Sozialpsychologie und Konfliktforschung vielfältige Anwendungen. In der Stereotypenforschung zeigt sich, dass die Wahrnehmung von Unterschieden zwischen sozialen Gruppen durch Kategorisierungsprozesse verstärkt wird, was zur Überschätzung von Gruppenunterschieden und Unterschätzung von Ähnlichkeiten innerhalb der Gruppen führt. Dies kann intergruppale Konflikte verstärken, indem Differenzen zwischen ethnischen oder kulturellen Gruppen überbewertet werden. In Organisationen können Akzentuierungseffekte die wahrgenommenen Unterschiede zwischen Abteilungen oder Hierarchieebenen vergrößern und so die Zusammenarbeit erschweren. Studien zeigen zudem, dass der Akzentuierungseffekt die Beurteilung von Fremdsprachenakzenten beeinflusst, wobei leichte Akzente oft überbewertet und als stärker wahrgenommen werden.
In der Konfliktforschung wird untersucht, wie Akzentuierungseffekte zur Eskalation von Konflikten beitragen können, indem sie Differenzen zwischen Konfliktparteien überbetonen. Gleichzeitig bietet das Verständnis von Akzentuierungseffekten Ansatzpunkte für Interventionen zur Konfliktprävention, etwa durch die bewusste Betonung von Gemeinsamkeiten zwischen Gruppen.

### Medien und Kommunikation
Der Akzentuierungseffekt spielt eine bedeutende Rolle in Medien und Kommunikation, insbesondere bei der Darstellung und Wahrnehmung sozialer Gruppen. In der journalistischen Praxis kann die Hervorhebung bestimmter Gruppenzugehörigkeiten zu einer verzerrten Wahrnehmung führen, indem Unterschiede zwischen Kategorien überbetont und Gemeinsamkeiten innerhalb einer Kategorie vernachlässigt werden. Dies kann unbeabsichtigt zur Verstärkung von Stereotypen und Vorurteilen beitragen. Studien zeigen, dass die sprachliche Formulierung, etwa die Verwendung von Substantiven statt Adjektiven zur Beschreibung von Gruppenzugehörigkeiten, den Akzentuierungseffekt verstärken und zu stärkeren stereotypen Schlussfolgerungen führen kann. In der Medienberichterstattung kann die selektive Erwähnung bestimmter sozialer Kategorien deren wahrgenommene Relevanz für ein Thema erhöhen und langfristig das soziale Klima beeinflussen. Der Akzentuierungseffekt tritt besonders stark bei der Darstellung von Fremdgruppen auf, was als Outgroup-Homogenitätseffekt bezeichnet wird. Um diesem entgegenzuwirken, empfehlen Experten, in der Berichterstattung ein breites und vielfältiges Spektrum innerhalb sozialer Gruppen zu zeigen. Auch in sozialen Medien kann der Akzentuierungseffekt zur Polarisierung und Verstärkung von Gruppenunterschieden beitragen. Die Theorie der sozialen Identität erklärt, wie der Akzentuierungseffekt mit Prozessen der Selbstkategorisierung und Gruppenzugehörigkeit zusammenhängt und dadurch Einstellungen und Verhalten beeinflussen kann.

### Wirtschaft und Marketing
Akzentuierungseffekte werden auch in Wirtschaft und Marketing vielfältig angewandt. Im Bereich der Werbung nutzen Unternehmen gezielt Kontrasteffekte, um die Aufmerksamkeit auf bestimmte Produktmerkmale zu lenken. Durch die visuelle Hervorhebung einzelner Elemente in Anzeigen oder Werbespots können Marketeers die Wahrnehmung der Konsumenten beeinflussen und bestimmte Eigenschaften eines Produkts betonen. Im Preismanagement setzen Händler auf Akzentuierungseffekte, indem sie günstige Angebote neben teureren Produkten platzieren, um die Preiswahrnehmung zu beeinflussen. Auch im Verpackungsdesign spielen Akzentuierungseffekte eine wichtige Rolle – durch die gezielte Gestaltung von Farben, Formen und Größenverhältnissen können Hersteller die Aufmerksamkeit der Kunden auf bestimmte Produkteigenschaften lenken. Im Bereich der Markenführung nutzen Unternehmen Akzentuierungseffekte, um sich von Wettbewerbern abzugrenzen und die eigene Markenidentität zu schärfen. Dabei werden gezielt Alleinstellungsmerkmale hervorgehoben, um die Marke im Gedächtnis der Konsumenten zu verankern. Auch in der Verkaufspsychologie finden Akzentuierungseffekte Anwendung, etwa wenn Verkäufer bestimmte Produktvorteile besonders betonen, um Kaufentscheidungen zu beeinflussen.

## Gegenmaßnahmen und kritische Betrachtung
Zur Abschwächung von Akzentuierungseffekten werden in der Fachliteratur verschiedene Ansätze diskutiert. Eine Möglichkeit besteht darin, die Vielfalt innerhalb sozialer Gruppen stärker zu betonen und ein breites Spektrum von Beispielen zu präsentieren, um Stereotypisierungen entgegenzuwirken. Insbesondere im journalistischen Kontext wird empfohlen, bei der Darstellung von Minderheiten oder weniger vertrauten Gruppen ein differenziertes und ausgewogenes Bild zu vermitteln. Die Verwendung von Adjektiven anstelle von Substantiven zur Beschreibung von Gruppenzugehörigkeiten kann ebenfalls dazu beitragen, Merkmale als weniger unveränderlich erscheinen zu lassen und somit stereotype Schlussfolgerungen zu reduzieren. In der Forschung werden zudem experimentelle Untersuchungsanordnungen eingesetzt, um Selektionsverzerrungen und Fehlinterpretationen aufgrund von Akzentuierungseffekten zu kontrollieren. Kritisch betrachtet wird, dass Akzentuierungseffekte in der Wahrnehmung tief verwurzelt sind und selbst bei bewusster Reflexion schwer zu überwinden sein können. Einige Autoren argumentieren, dass eine vollständige Elimination solcher Effekte aufgrund ihrer kognitiven Verankerung kaum möglich sei und stattdessen ein bewusster Umgang mit ihnen angestrebt werden sollte. In pädagogischen Kontexten wird vorgeschlagen, digitale Medien gezielt einzusetzen, um Akzentuierungseffekte zur Gestaltung von Lernsituationen zu nutzen und gleichzeitig für ihre Wirkung zu sensibilisieren.